# Banca Popolare del Marocco
La Banca Popolare del Marocco (in arabo البنك الشعبي بالمغرب‎?, in francese Banque populaire du Maroc), nota anche come Crédit Populaire du Maroc ("Credito popolare [banca] del Marocco") e popolarmente noto con il marchio Banque Populaire o Chaabi, è un importante gruppo di servizi finanziari in Marocco, con sede a Casablanca. L'acronimo BCP indica l'entità centrale del gruppo, la Banque Centrale Populaire, che gestisce anche servizi al dettaglio nella regione di Casablanca e El Jadida. Il gruppo comprende anche otto entità regionali conosciute come Banques Populaires Régionales: si tratta, rispettivamente, del Centro-Sud (che copre la regione di Souss-Massa), Fès-Meknès, Laayoune, Marrakech-Béni Mellal, Nador-Al Hoceïma, Oujda, Rabat-Kénitra e Tangeri-Tétouan.